# Ирод Атик
Ирод Атик (на старогръцки: Ἡρώδης ὁ Ἀττικός), известен и с римското си име, Lucius Vibullius Hipparchus Tiberius Claudius Atticus Herodes Marathonios (101-177) е гръцки ритор и политик, известен като защитник на Филострат и привърженик на Втората софистика - опит за завръщане към класическата гръцка култура.
Ирод Атик е роден в Маратон, в областта Атика. Син е на Тиберий Клавдий Атик Херод (консул 132 г.), от когото наследява голямо богатство. Майка му се нарича Вибулия Алция Агрипина и също има значително състояние.
Получава образование по риторика и философия. Адриан го назначава за префект на свободните градове в провинция Азия през 125 г.
Ирод се връща в Гърция и в Атина се прочува като учител. Избран е за архонт. През 140 г. император Антонин Пий го завежда в Рим да учи Марк Аврелий и Луций Вер и в знак на признателност и уважение го поставя за консул през 143 г.
Освен със своята литературна работа, Ирод се прочува и с основаването на няколко публични проекта:
- стадион в Атина
- Одеон в Атина
- театър в Коринт
- стадион в Делфи
- бани на Термопилите
- акведукт в Канузий, Италия
- екседра (посветена на нимфите) в Олимпия, Гърция

## Семейство
Ирод Атик се жени през 139 г. за Аспазия Ания Регила (125-160), дъщеря на Апий Аний Требоний Гал (консул 139 г.) и на Атилия Кавцидия Тертула. След няколко години те, с децата си, се местят в Атина.
Неговият син Тиберий Клавдий Брадуа Атик (* 145) става консул през 185 г.